# يوليوس بيرغر
يوليوس بيرغر (بالألمانية: Julius Berger)‏ هو موسيقي ألماني، ولد في 1954 في آوغسبورغ في ألمانيا.

## وصلات خارجية
- الموقع الرسمي
- يوليوس بيرغر على موقع ميوزك برينز (الإنجليزية)
- يوليوس بيرغر على موقع أول ميوزيك (الإنجليزية)
- يوليوس بيرغر على موقع ديسكوغز (الإنجليزية)